# Dolmen de la Losa Mora
El dolmen de la Losa Mora o Losa de la Mora o de Rodellar es un dolmen bien conservado situado en Rodellar, en el término municipal de Bierge, en la Sierra de Guara (Huesca, España). Está a una altitud de 1020 m s. n. m..
Data del Neolítico, de circa 3000 a. C. Consta de tres ortostatos cubiertos por una gran losa, que da nombre al dolmen. Las rocas que lo forman proceden del Tozal de Llastras situado a unos 500 m. El dolmen está rodeado de numerosas piedras pertenecientes al túmulo que lo cubría, en un diámetro de unos 12 metros. Fue excavado por el arqueólogo Martín Almagro en 1935 y 1936, encontrándose hachas de piedra, herramientas de sílex y restos óseos de varios individuos.

## Acceso
El dolmen está en un collado junto a un camino señalizado que parte de Rodellar y conduce a los pueblos deshabitados de Otín y Nasarre.